# Fenykl

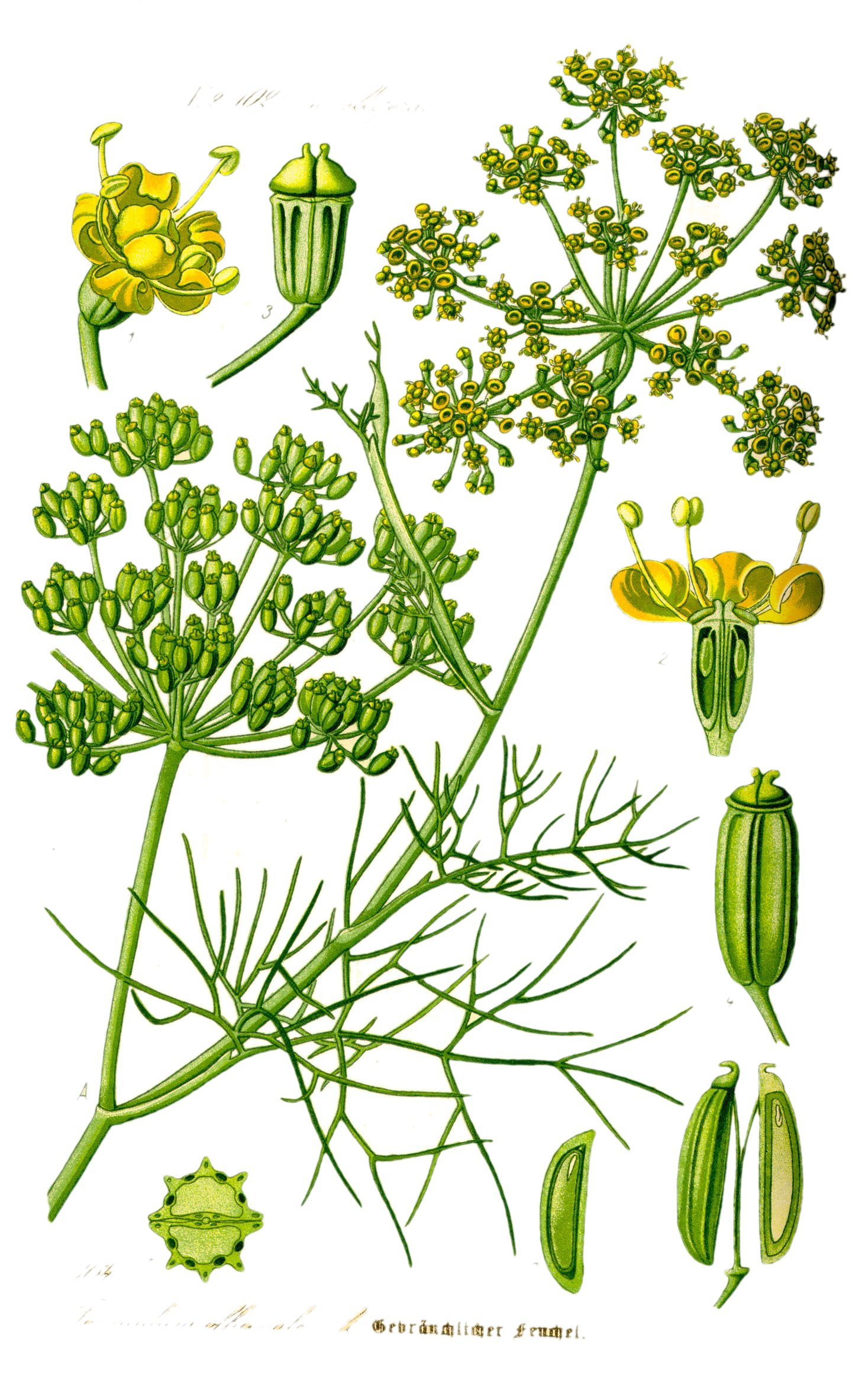
Zobrazení fenyklu

Fenykl (Foeniculum) je malý rod vytrvalých bylin z čeledi miříkovitých, který pochází z oblastí okolo Středozemního moře. Již ve starověku byl rozšířen do mnohých území v mírném a subtropickém pásmu Starého světa. Později se s rozvojem mořeplavby dostal téměř do celého světa, kde je uměle pěstován nebo tam samovolně zplaněl. V České republice se v přírodě volně vyskytuje na jihu Moravy.

## Taxonomie
Rod fenykl je tvořen pouze třemi druhy:
- fenykl obecný (Foeniculum vulgare, Mill.), je všeobecně nejznámějším a tradičně používaným, je hojně pěstován hlavně pro své voňavé plody.
- Foeniculum subinodorum, Maire, Weiller & Wilczek, je druh planě rostoucí v pohoří Antiatlas v Maroku na severu Afriky. Od fenyklu obecného se odlišuje květenstvím, hrubým stvolem a hlavně tím, že jeho semena téměř nevoní.
- Foeniculum scoparium, Quézel, je druh objevený až ve druhé polovině 20. století, který planě roste v oblastech vulkanického pohoří Tibesti na rozhraní jižní Libye a severního Čadu. Tento druh naopak obsahuje větší procenta aromatických látek, než fenykl obecný.[3]

## Popis
Rostliny rodu fenykl mají všechny části aromatické a pěstují se jako jednoleté, dvouleté i víceleté. Lodyhu, která vyrůstá z kuželovitého, silně rozvětveného kořene, mají 0,5 až 2 m vysokou, pevnou, šedozelenou a lysou. Řapíkaté listy, vyrůstající z pochev, jsou v obryse trojúhelníkovité, dlouhé 5 až 30 cm a téměř tak i široké. Čepele mají dvou až čtyřnásobně peřenosečné a jejich nitkovité úkrojky jsou dlouhé 1 až 5 mm. Horní listy mají často čepel zkrnělou.
Na 5 až 25 cm dlouhých stopkách rostou složené okolíky velké 5 až 10 cm, tvořené jsou 10 až 30 okolíčky na nestejně dlouhých stopkách, obaly i obalíčky jim chybí. Oboupohlavné, pětičetné květy mají drobné kališní lístky srostlé se spodním semeníkem utvořeným ze dvou plodolistů obsahující celkem dvě vajíčka. Podlouhlé až vejčité korunní lístky jsou žlutě zbarvené a mají nápadné střední žebro. Květ obsahuje pět volných tyčinek s kulovitými, žlutými prašníky. Dvě krátké čnělky vyrůstají z kuželovitého stylopodia. Cizosprašné květy rozkvétají v květnu a červnu a jsou opylovány hmyzem.
Plody jsou dvounažky, které se ve zralosti rozpadající na dva plůdky (merikarpia) 3 až 5 mm dlouhé. Jsou příčně okrouhlé a mají podélná žebra. Rostlina může vyprodukovat v prvém roce tisíc semen a ve druhém ještě více.

## Význam
Fenykl, téměř výhradně fenykl obecný, se pěstuje hlavně pro kuchyňskou potřebu, nejčastěji pro ochucování zeleniny a sladkého pečiva. Využívají se hlavně jeho semena, která lze v suchém stavu dobře skladovat a po dlouhou dobu si zachovávají specifické aroma. V místech kde rostliny vyrůstají jsou také pro ochucování vařené stravy používány i jeho listy.
Nálev ze semen je v léčitelství používán při břišních kolikách, křečových záchvatech i proti nadýmání. Z čerstvých semen se lisuje olej, který se používá k přípravě léků.
Pěstuje se také tzv. sladký fenykl Foeniculum vulgare var. 'azoricum', který se jako lahůdková zelenina sklízí ještě před květem v prvém roce. Užitek poskytuje nadzemní zhrublá část připomínající bílou hlízu, která je ve skutečnosti složena z do sebe zapadajících zdužnatělých listových pochev. Má příjemnou vůni a anýzovou chuť, kterou dodává sladká silice anetol a nahořklý fenchol.

## Název v geografii
Fenykl dal název městu Funchal, hlavnímu městu portugalské autonomní oblasti a souostroví Madeira, ne jehož úbočích hojně rostl.

## Galerie

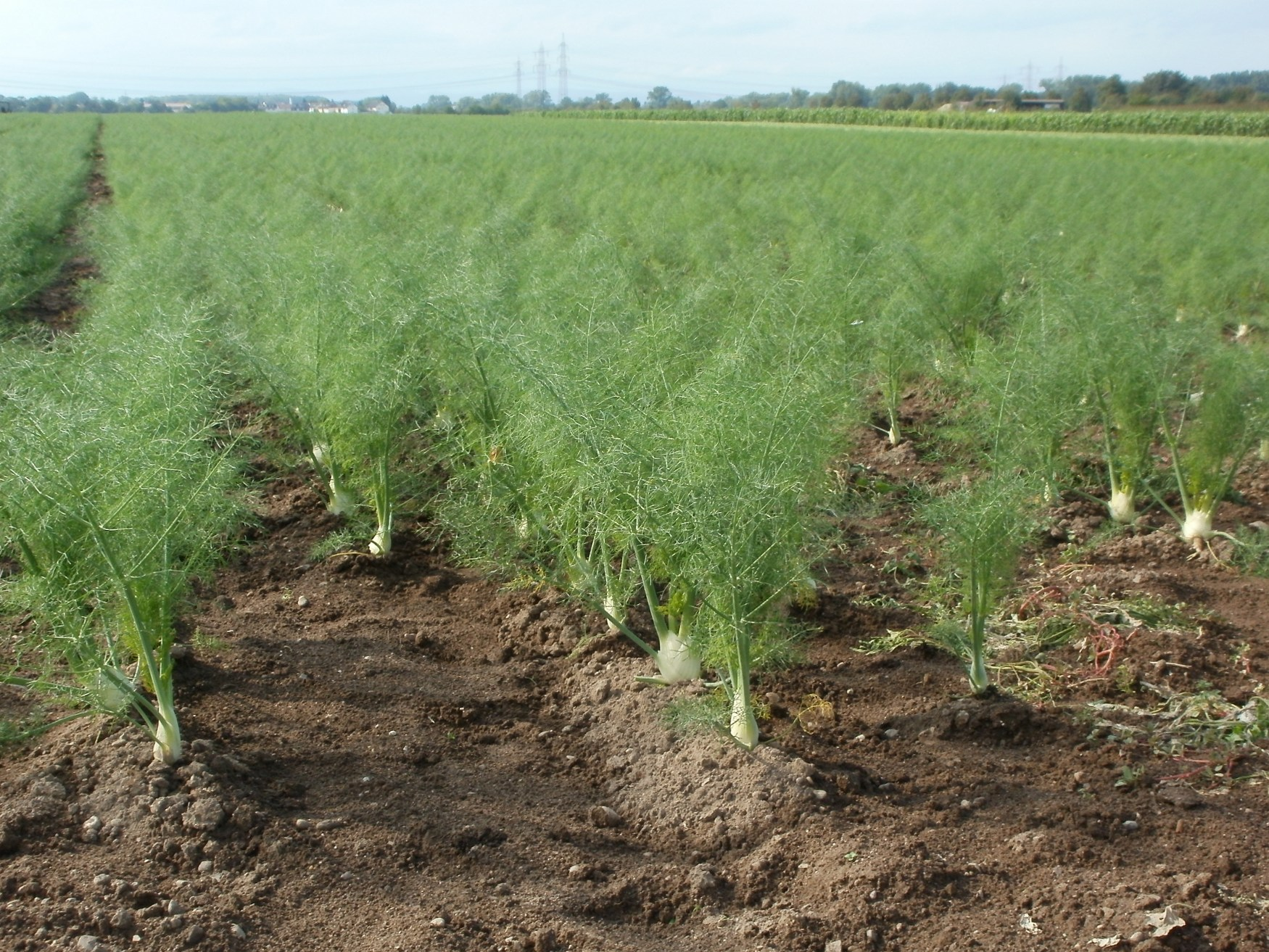
Pole s fenyklem
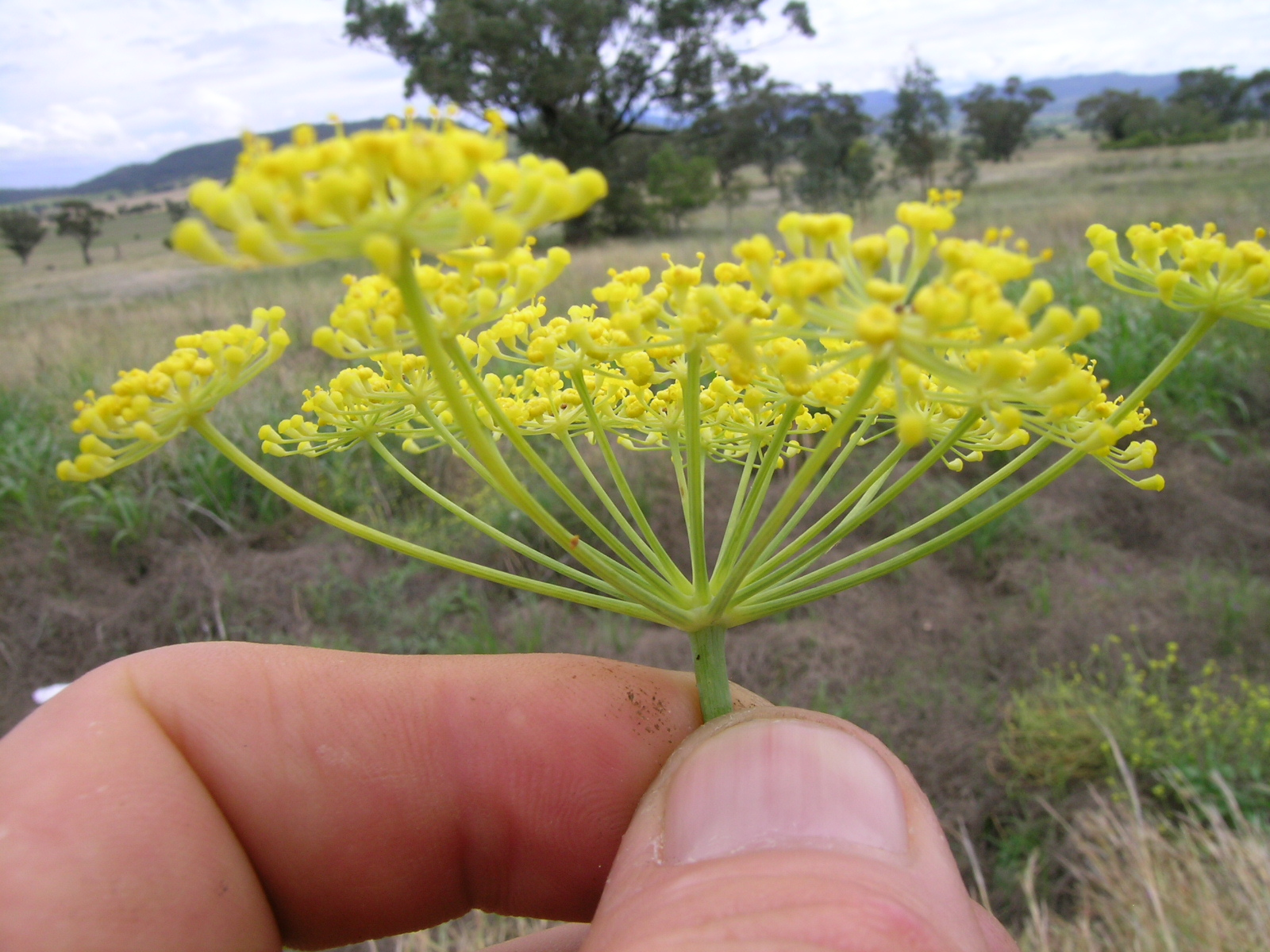
Složený okolík květů
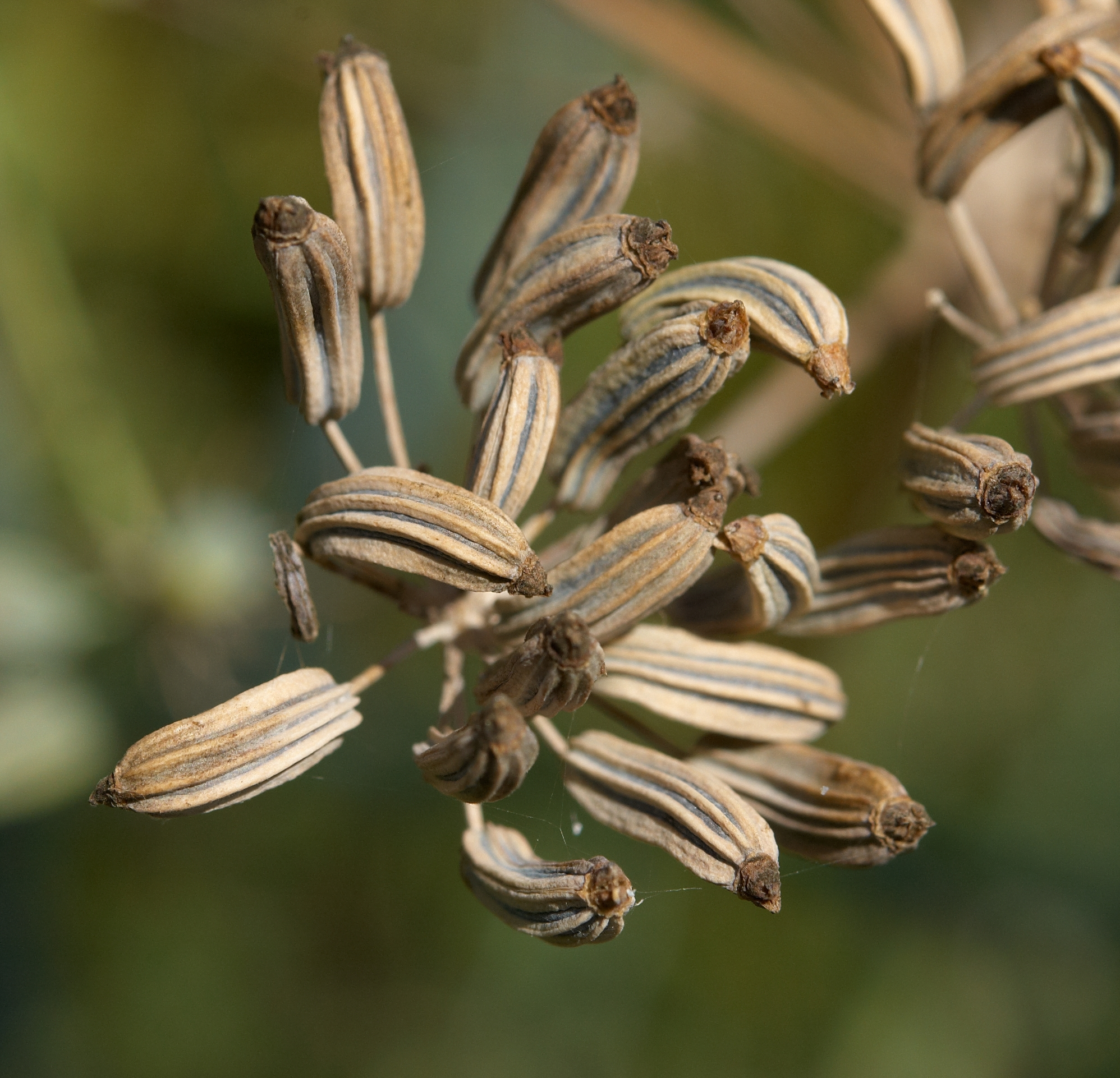
Dozrávající plody
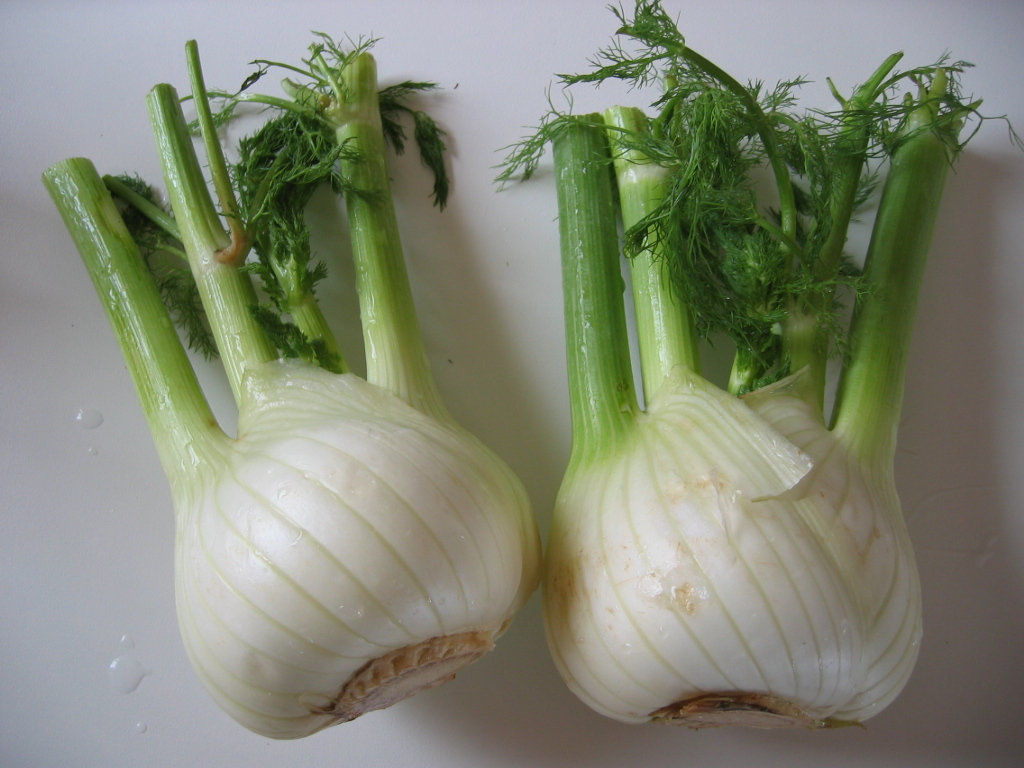
„Hlízy“ sladkého fenyklu